# Banjarsari (Way Sulan)
Banjarsari is een bestuurslaag in het regentschap Lampung Selatan van de provincie Lampung, Indonesië. Banjarsari telt 3384 inwoners (volkstelling 2010).